# Ornatanomalina
Ornatanomalina es un género de foraminífero bentónico de la subfamilia Cuvillierininae, de la familia Rotaliidae, de la superfamilia Rotalioidea, del suborden Rotaliina y del orden Rotaliida. Su especie tipo es Ornatanomalina geei. Su rango cronoestratigráfico abarca desde el Paleoceno hasta el Ypresiense (Eoceno inferior).

## Clasificación
Ornatanomalina incluye a las siguientes especies:
- Ornatanomalina acuta †
- Ornatanomalina boeotiensis †
- Ornatanomalina crookshanki †
- Ornatanomalina crystallina †
- Ornatanomalina elegantula †
- Ornatanomalina geei †
- Ornatanomalina glaessneri †
- Ornatanomalina hafeezi †
- Ornatanomalina pustulosa †